# Julio Maceiras
Julio César Maceiras Fauque (né le 22 avril 1926 à Montevideo en Uruguay et mort le 6 septembre 2011) est un joueur de football international uruguayen, qui évoluait au poste de gardien de but, avant de devenir entraîneur.

## Biographie

### Carrière en sélection
Il fait partie de l'effectif uruguayen qui participe à la coupe du monde 1954 en Suisse. Il joue en tout 8 matchs entre 1954 et 1956, et remporte notamment le Championnat sud-américain de football de 1956 avec la « Celeste ».

## Palmarès
Uruguay
- Copa América (1) :
  - Vainqueur : 1956.